# Grouper
Grouper — сольний проєкт американської музикантки, художниці та продюсерки Ліз Гарріс (народилася 15 липня 1980 року). З 2005 року вона випускає матеріал на власному лейблі та інших незалежних лейблах. У 2008 році Grouper випустила схвалений критиками альбом Dragging a Dead Deer Up a Hill, а потім ще записи, включаючи альбом з двох частин A I A та фортепіанний альбом Ruins. Її дванадцятий альбом Shade вийшов у 2021 році.
Grouper співпрацювала з низкою інших артистів, включаючи Xiu Xiu, Tiny Vipers (Mirrorring), Роя Монтгомері, The Bug, Лоуренса Інгліш (Slow Walkers) та Джефрі Канту-Ледесма (Raum).

## Життя та кар'єра
Ліз Гарріс народилася 15 липня 1980 року в Північній Каліфорнії та виросла в районі затоки Сан-Франциско. Там вона росла в комуні Четвертого Шляху, яка була натхненна філософією Георгія Гурджієва. Спільнота була відома як «Група», що пізніше послужить джерелом натхнення для назви Grouper. За словами Гарріс, діти називали один одного та батьків «групами» начебто на знак непокори. Вона каже: "Це ми створювали свої власні особистості в досить контрольованому середовищі та, можливо, відбивалися… Коли мені довелося думати про ім'я, я відчувала роздратування через те, що нічого не звучить правильно. Я хотіла чогось, що посилається на мене, але не посилається «Я». За її словами, вона «відчувала, що музика була лише групою звуків, а я був просто окунем (групером)».
Після закінчення коледжу Гарріс ненадовго переїхала до Лос-Анджелеса, де працювала з Мейо Томпсон у Patrick Painter. Зараз Гарріс живе в Орегоні. Першим альбомом Гарріс був Grouper 2005 року, повноформатний компакт-диск, випущений самостійно, за яким пізніше того ж року вийшов Way Their Crept на Free Porcupine (перевипущений у 2007 році на Type Records). У 2006 році вона випустила сингл He Knows, один альбом під назвою Wide і співпрацю з Xiu Xiu під назвою Creepshow. Гарріс постійно випускала новий матеріал протягом багатьох років і продовжувала співпрацювати з різними артистами, такими як Рой Монтгомері та Xela.
У 2008 році вона випустила проривний альбом Dragging a Dead Deer Up a Hill, схвально прийнятий критиками.
У 2011 році Grouper випустила альбом, що складається з двох частин: A I A: Dream Loss і A I A: Alien Observer, який був схвалений Pitchfork, тоді як остання частина була відзначена більш доступною з двох дисків.
На початку 2012 року Grouper випустила Violet Replacement у Великобританії та Європі, які спочатку були сформовані для виступів в Нью-Йорку та Берклі. Вона також співпрацювала з Джесі Фортіно з Tiny Vipers, щоб випустити альбом Foreign Body під спільним псевдонімом Mirrorring.
На берлінському фестивалі Club Transmediale на початку лютого 2012 року Гарріс виконала Circular Veil у співпраці з Джефре Канту-Ледесма. Десь між інсталяцією та виступом вона виявила, що розширює свою коротку музику на вісім годин музики, створених для імітації одного повного циклу сну.
У 2013 році Гарріс випустила альбом The Man Who Died in His Boat.
Студійний альбом Grouper під назвою Ruins випущений 31 жовтня 2014 року. Альбом відносно мінімалістичний: на ньому присутні фортепіано, голосові та польові записи. Більша частина альбому записана в Алжезурі, Португалія, у 2011 році, де Гарріс перебувала у резиденції, створеній Galeria Zé dos Bois. Того ж року вона з'явилася на альбомі The Bug з вокалом на треку «Void».
У 2015 році Grouper співпрацювала з незалежним режисером Полом Кліпсоном над фільмом «Дисплей гіпнозу», замовленим Leeds Opera North.
У 2016 році випустила альбом під назвою Paradise Valley.
У 2017 році була одним із кураторів 11-го видання голландського фестивалю Le Guess Who?.
8 березня 2018 року Grouper анонсувала новий альбом Grid of Points і випустила перший сингл «Parking Lot» з альбому. Альбом був випущений 27 квітня на Kranky.
27 липня 2021 року Гарріс оголосила про новий альбом Grouper Shade і випустила перший сингл «Unclean Mind». Альбом вийшов 22 жовтня на Kranky. У ньому представлені пісні, записані за останні п'ятнадцять років.

## Музичний стиль
Стиль Grouper — це розріджена ембіентна музика з використанням акустичної гітари, фортепіано та вокальних повторень. В Chicago Tribune Енді Даунінг відзначив примітивний та колажний підхід до того, як Гарріс будує звукові ландшафти.
За часів, коли вона була частиною комуни Четвертого Шляху, можливості Гарріс для знайомства з музикою були обмеженими. За невеликої допомоги батьків, чиї музичні смаки були ексцентричними та різними, вона відкрила для себе східноєвропейський фолк та американський аванг-поп. Через свого батька, який сам був композитором, вона пізніше відкриє сучасну класичну та середньовічну музику. У 2008 році, коли вона випустила Dragging a Dead Deer Up a Hill, Pitchfork порівняли його з класичними ефірними релізами британського лейблу 4AD, зокрема з Cocteau Twins та ранніми His Name Is Alive. The Portland Mercury описав деякі пісні з альбому, такі як «Wind and Snow» і «Stuck» як такі, що акустично нагадують композиторів епохи Відродження Джезуальдо і Монтеверді.

## Дискографія
- Grouper (2005)
- Way Their Crept (2005),
- Wide (2006)
- Cover the Windows and the Walls (2007)
- Dragging a Dead Deer Up a Hill (2008)
- A I A: Dream Loss and Alien Observer (2011)
- Violet Replacement (2012)
- The Man Who Died in His Boat (2013)
- Ruins (2014)
- Grid of Points (2018)
- After its own death / Walking in a spiral towards the house (2019)
- Shade (2021)

### EP ти сингли
- «He Knows» (2006)
- «Tried» (2007)
- «Hold/Sick» (2010)
- «Water People» (2011)
- «Paradise Valley» (2016)
- «Children» (2017)